# Sede del Consejo de Cuentas de Castilla y León
La sede del Consejo de Cuentas de Castilla y León es una edificación situada en la ciudad española de Palencia
Desde 2006 alberga las dependencias del Consejo de Cuentas de Castilla y León. El edificio, de Caja España, fue proyectado por Jerónimo Arroyo. Está realizado en art nouveau y neoclásico. Consiste en una fachada con seis ventanales de los que salen sendos balcones de hierro negro forjado, típicamente palentinos. En la cornisa, una guirnalda tallada en piedra decora la parte alta. Dos torres empotradas en los extremos de la pared principal y de planta trapecial aportan grandeza al edificio. En las torres (de tres pisos cada una) se abren sencillas ventanas con cristales blancos y de colores. La parte alta de estas torres se cierra con dos pequeñas cúpulas de pizarra rematadas por pináculos. El edificio es el número 54 de la Calle Mayor y está orientado a la calle Bocaplaza que da a la Plaza Mayor de la ciudad por lo que la situación era idónea tanto dentro de Palencia como por su cercanía a Valladolid. Enfrente del edificio se encuentra una estatua de su autor Jerónimo Arroyo.

## Conservación
En 2010 la fachada del edificio fue remodelado, realizando cambios en los cerramientos de madera y restaurando las vidrieras. El trabajo de vidrieraría fue realizado por Vidrieras Laborda. En este link se puede ver fotografías de dicho proceso.
- Datos: Q6123402